# Кароль I
Ка́роль I Гогенцо́ллерн-Зигма́ринген (нем. Karl I. von Hohenzollern-Sigmaringen, рум. Carol I; 20 апреля 1839 года, Зигмаринген, Гогенцоллерн-Зигмаринген — 27 сентября (10 октября) 1914) — господарь («домнитор») Соединённых княжеств Молдавии и Валахии (1866—1881) и первый король Румынии (с 26 марта 1881) из немецкого католического дома Гогенцоллернов-Зигмарингенов. Сын князя Карла Антона Иоахима Гогенцоллерн-Зигмарингена.
Кавалер Военного ордена Святого Великомученика и Победоносца Георгия 3-й и 2-й степени (5 сентября и 29 ноября 1877) и ордена Святого апостола Андрея Первозванного с мечами (29 ноября 1877). Шеф 18-го пехотного Вологодского полка (с 18 июля 1898).
Маршал Румынии (7 апреля 1909). Генерал-фельдмаршал Пруссии (с 20 апреля 1909) и генерал-фельдмаршал Российской империи (с 17 сентября 1912), последний, кому был присвоен этот чин.

## Биография

### Ранняя жизнь
Карл Эйтель Фридрих Людвиг фон Гогенцоллерн-Зигмаринген родился в Германии. Отец — князь Карл Антон Гогенцоллерн-Зигмаринген — был одно время министром-президентом Прусского королевства. Мать — Жозефина Баденская, дочь Карла, великого герцога Баденского.
Принц Карл учился в военной академии в Берлине, был офицером прусской армии, участвовал в Датской войне 1864 года.

### Начало правления
Избран на престол Объединённого княжества Валахии и Молдавии после анархии, вызванной свержением Александра Иона Кузы, когда перед государством возникла опасность распада и нового подчинения Османской империи. Так как Австрийская империя не приветствовала этого избрания, Карлу пришлось добираться из Пруссии в своё княжество по железной дороге через Австрию инкогнито. Доехав до границы Валахии, он пересел в предоставленный ему экипаж (в стране ещё не было железных дорог) и прибыл в Бухарест, восторженно приветствуемый населением. Вступив на престол, подписал весьма либеральную по тем временам Конституцию.
Внутри страны ему пришлось бороться с большими трудностями. В течение 10 лет страна страдала от борьбы боярской партии с либералами, пока весною 1876 года последние не одержали победы; тем не менее, за это время было произведено много улучшений, началась постройка железных дорог и самостоятельная торговля с заграничными государствами. Симпатии румын к Франции и одновременный с франко-прусской войной 1870—1871 годов крах предприятий Струсберга, из-за которого румынские железные дороги чуть не остались недостроенными, вызвали в Бухаресте 22 марта 1871 г. движение против Карла, побудившее его сложить власть; лишь с трудом его упросили принять ее снова.
Был союзником России в русско-турецкой войне 1877—1878 годов, главнокомандующий румынскими войсками в битве под Плевной. Был награждён российским орденом Святого Георгия 3-й степени (5 сентября 1877 года) и 2-й степени (29 ноября 1877 года).

### Король Румынии
В 1881 году после конституционной реформы принял титул короля Румынии.
При нём Румыния получила полную независимость от Османской империи (1878) и приобрела Добруджу — бо́льшую часть ещё в том же 1878 году, а ещё небольшой её район отвоевала у бывшей своей союзницы Болгарии во Второй Балканской войне (1913). В 1907 году было подавлено мощное крестьянское восстание.

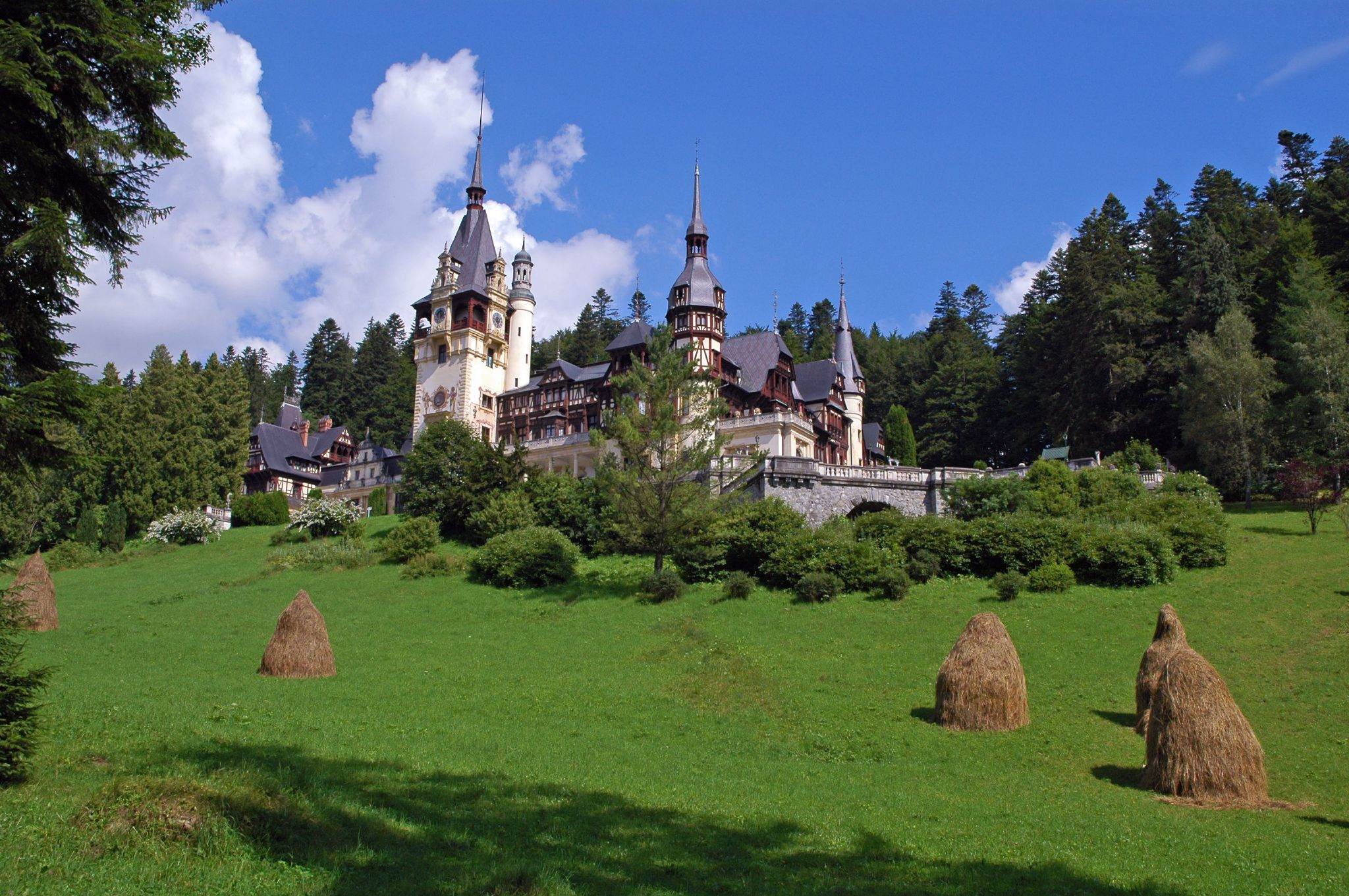
Румынская королевская резиденция — замок Пелеш

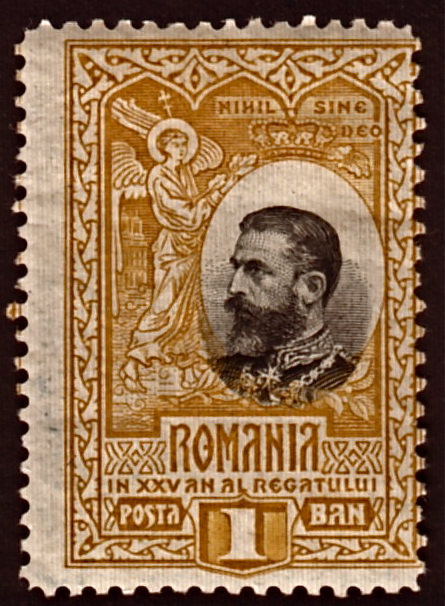
Марка с изображением короля Румынии Кароля I, 1906 г.

За 48 лет своего правления (это самое длительное правление за всю историю Румынии) Кароль I добился независимости страны, высоко поднял её международный престиж, с немецкой дотошностью занимался восстановлением экономики, основал и упрочил румынскую королевскую династию. В Карпатских горах он построил королевскую резиденцию — замок Пелеш — жемчужину в стиле неоренессанса.
Замок, оснащённый всеми техническими новинками того времени, он с любовью называл — «колыбель династии, колыбель нации». Не имея прямых наследников, Кароль I назначил преемником своего племянника, для семьи которого построил по соседству изящный замок Пелишор.
Кароль I скончался в возрасте 75 лет, вскоре после начала Первой мировой войны, в которой Румыния соблюдала до 1916 года нейтралитет (несмотря на желание короля вступить в войну на стороне Германии, общественное мнение склонялось на сторону Антанты); многие считали, что неспособность короля разубедить своих министров ускорила его смерть. Его преемником стал его племянник Фердинанд I.

## Семья
Жена — княжна Елизавета цу Вид, писательница (псевдоним «Кармен Сильва»). Свадьба состоялась 3 ноября 1869 года. Единственная дочь Кароля и Елизаветы, Мария (1870—1874), умерла в детстве.

## Кароль I в кино
Личность Кароля I нашла отражение в ряде экранизаций. Наиболее известен румынский фильм 2009 года «Кароль I». Роль князя в нём сыграл широко известный советскому и российскому зрителю по боевикам с комиссаром Миклованом Серджиу Николаеску.